# Philharmonisches Orchester Freiburg

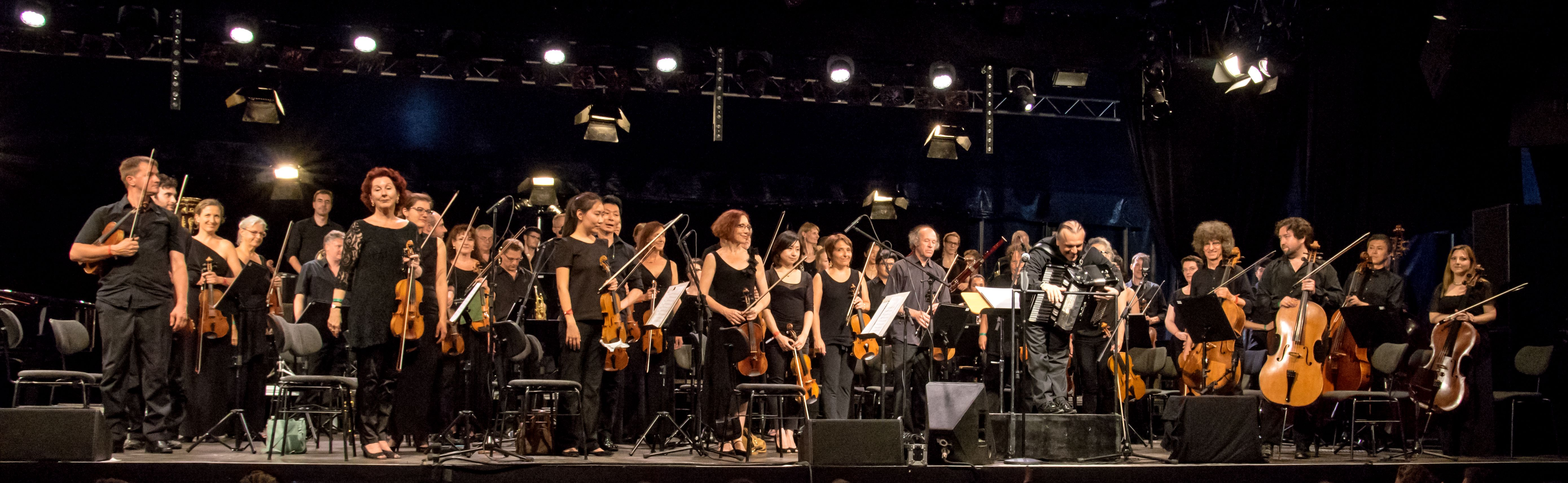
Das Philharmonisches Orchester Freiburg unter Leitung von Enrique Ugarte auf der Gala des ZMF 2016

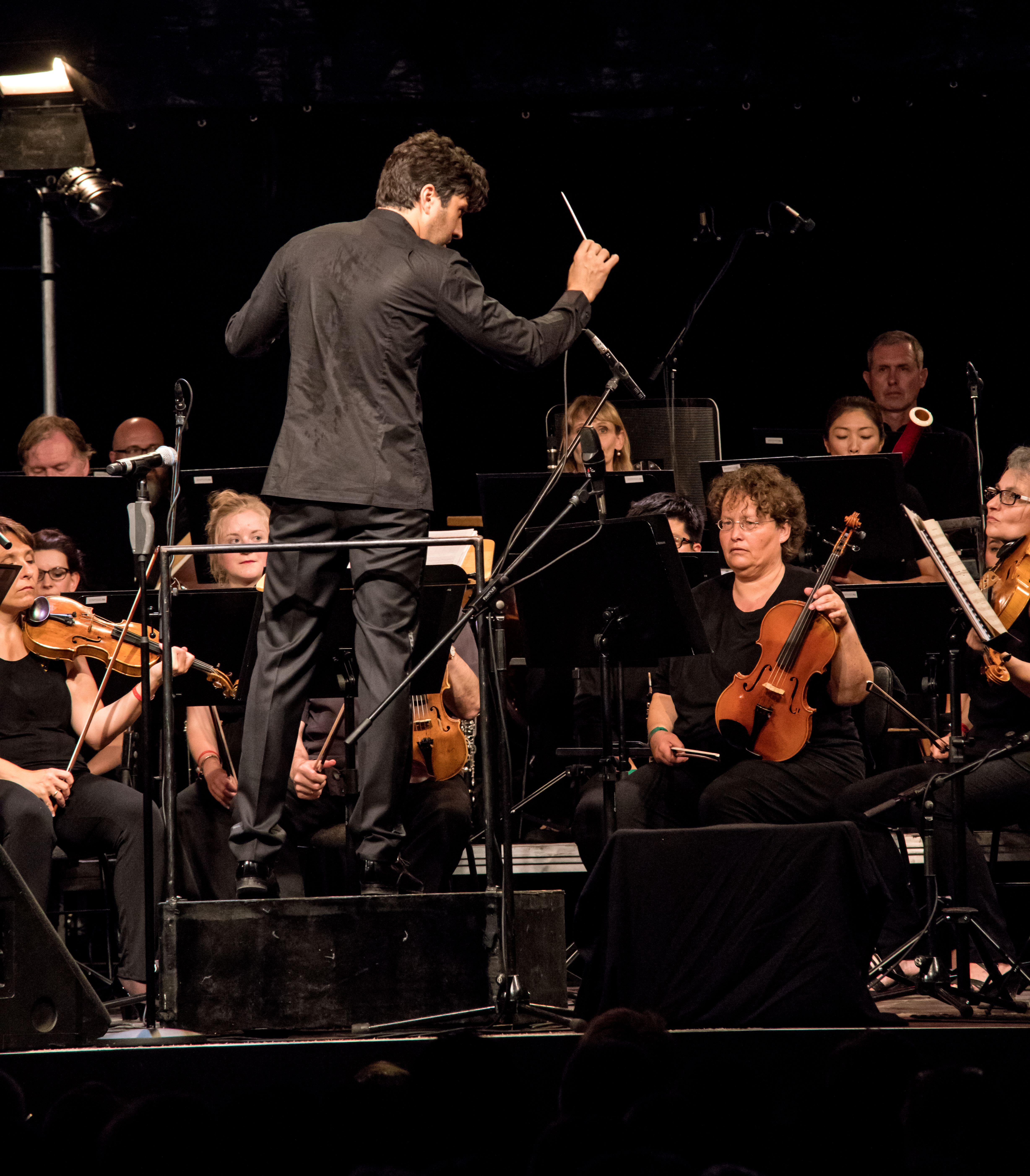
David Afkham dirigiert das Orchester auf der Gala des ZMF

Das Philharmonische Orchester Freiburg spielt im Konzerthaus Freiburg unter anderem Sinfoniekonzerte und das Neujahrskonzert und bei Opernvorstellungen im Theater Freiburg.

## Geschichte
Das Philharmonische Orchester Freiburg wurde 1887 gegründet und arbeitete seit dieser Zeit schon mit Künstlern wie Clara Schumann und Richard Strauss. Schon zuvor gab es den von Hermann Dimmler 1877 gegründeten Philharmonischen Verein, der bekannte Musiker und Komponisten wie Eugen d’Albert und Franz Liszt nach Freiburg holte. Seit 1867 gab es den Posten des städtischen Kapellmeisters, der das Theaterorchester bestehend aus Militärmusikern und Laien leitete. Zum Zeitpunkt der Gründung des Orchesters leitete der Kapellmeister Giesecker das Ensemble. Der erste Auftritt des neuen Philharmonischen Orchesters war am 4. Oktober 1887 eine Lohengrin-Aufführung, das erste Sinfoniekonzert fand am 12. Oktober 1887 unter Leitung des Kapellmeisters Wilhelm Bruch statt. Zu Programm gehörten unter anderem Wagners Tannhäuser-Ouvertüre, Stücke aus der Oper König Manfred von Carl Reinecke, die 2. Rhapsodie von Franz Liszt und Beethovens 5. Sinfonie. Von 1890 bis 1919 wurde das Orchester von Gustav Starke geleitet, mit dem Schwerpunkt auf Opern. 1910 wurde der Theaterbau eröffnet und das Ensemble auf 60 Mitglieder erweitert. Nach dem Ersten Weltkrieg wurde die Arbeit von Camillo Hildebrand fortgesetzt. 1924 wurde Max Krüger der neue Intendant und er holte Ewald Lindemann (1924–1929) als ersten Generalmusikdirektor des Orchesters. Dieser wurde 1929 von Hugo Balzer abgelöst, dem 1933 Franz Konwitschny nachfolgte. Nachdem 1938 Franz Konwitschny Freiburg verlassen hatte, folgte Bruno Vondenhoff. Ab 1945 hatte Wilhelm Schleuning die Leitung, ab 1951 Heinz Dressel. 1956 übernahm Hans Gierster die Leitung. Abgelöst wurde er 1966 von Leopold Hager, dem 1969 (von Remscheid kommend) Thomas Ungar folgte.
Die weitere künstlerische Leitung des Orchesters und der Oper unterstand in Folge den Dirigenten (GMD) Marek Janowski (1973–1975), Klauspeter Seibel (1975–1978), Klaus Weise (1978–1981), Ádám Fischer (1981–1983), Eberhard Kloke(1983–1989), Donald Runnicles (1989–1993), Johannes Fritzsch (1993–2000), Kwamé Ryan (2000–2003), Karen Kamensek (2003–2006), Patrik Ringborg (2006/07) und Gerhard Markson (2007/08). Traditionell besteht das Repertoire in Oper und Konzert aus einer ausgewogenen Mischung zwischen Klassik und Moderne.
Der französische Dirigent Fabrice Bollon wurde 2008 Generalmusikdirektor. Das Philharmonische Orchester Freiburg engagierte sich verstärkt in der Kinder- und Jugendarbeit, indem es zielgruppenorientierte Konzerte und Musikvermittlungsprojekten an Schulen anbot. Zum 1. September 2022 wurde Bollon durch André de Ridder abgelöst.

## Auszeichnungen
Bereits zwei Mal – 1998/99 und 2011/12 – erhielt das Philharmonische Orchester Freiburg den Preis „Bestes Konzertprogramm der Spielzeit“ vom Deutschen Musikverleger-Verband.